# Emil Apfelbaum

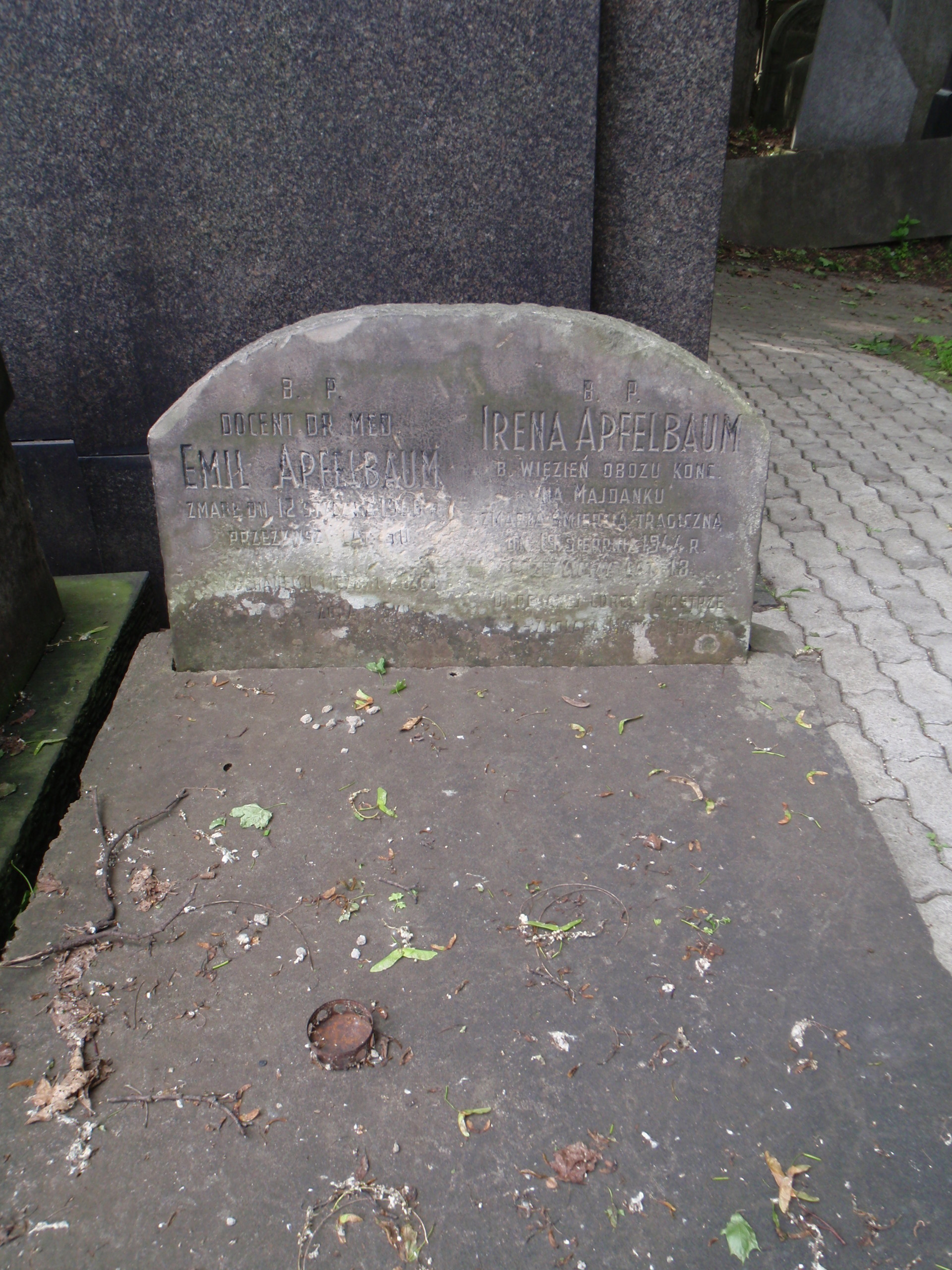
Grób Emila Apfelbauma i jego zmarłej w wieku 18 lat córki Ireny na cmentarzu żydowskim w Warszawie

Emil Apfelbaum (ur. 1895, zm. 12 stycznia 1946 w Warszawie) – polski lekarz internista i kardiolog żydowskiego pochodzenia.

## Życiorys
Po ukończeniu studiów pracował jako asystent profesora Witolda Orłowskiego w szpitalu Dzieciątka Jezus w Warszawie. 
Od 1940 przebywał w getcie warszawskim, gdzie kontynuował zawód lekarza i prace naukowe. Był ordynatorem Oddziału Chorób Wewnętrznych przeniesionego do getta Szpitala na Czystem oraz członkiem Organizacyjnej Komisji Badawczej. Prowadził badania nad wpływem głodu na organizm ludzki. Jako jeden z nielicznych lekarzy z zespołu badającego wpływ głodu na organizm ludzki przeżył wojnę. Zachowane wyniki badań zebrał i opracował w wydanej w 1946 książce Choroba głodowa. Badania kliniczne nad głodem wykonane w getcie warszawskim z roku 1942. Jest autorem rozdziału poświęconego badaniu nad patologią układu krążenia w wyniszczeniu głodowym.
Zmarł w Warszawie. Jest pochowany na cmentarzu żydowskim przy ulicy Okopowej (kwatera 10, rząd 5).